# Beatriz Iraburu Elizondo
Beatriz Iraburu Elizondo (Pamplona, 1951) és una periodista navarresa, guanyadora del Premi de Periodisme Cirilo Rodríguez el 1990.
Llicenciada en Ciències de la Informació per la Universitat de Navarra, es va iniciar com a periodista a El Diario de Mallorca per seguir després exercint la seva professió a Deia (Bilbao), fins al 1978 que es va incorporar al Grup Vocento com a corresponsal, principalment a Europa on va passar quinze anys: Londres, París i Roma, i a Washington (Estats Units) on va estar vuit. El 2001 va deixar la corresponsalia a Roma per descansar, temps en el que se li va diagnosticar un càncer de mama que va superar i, l'experiència la va reflectir en el llibre Cáncer de mama. Claves y relatos (2008). Guanyadora del Premi Cirilo Rodríguez de Periodisme el 1990 durant la seva estada a Washington, que la va acreditar com la millor corresponsal d'un mitjà d'informació espanyol a l'exterior, és membre del comitè assessor i investigadora del think tank europeu amb seu a Madrid, Fundación para las Relaciones Internacionales y el Diálogo Exterior (FRIDE). Les seves cròniques com a corresponsal són considerades «un exercici extraordinari de concisió, agudesa, tendresa i sentit de l'humor», on la informació s'elabora des del rigor i un profund coneixement de l'entorn.